# 草野豹一郎
草野 豹一郎（くさの ひょういちろう 1886年（明治19年）10月7日 - 1951年（昭和26年）9月12日）は、日本の裁判官、法学者、弁護士。位階および勲等は正三位・勲二等。

## 略歴・人物
元熊本藩士で、検事を務めた草野宣隆の長男として東京府麹町区（現・東京都千代田区）に生まれる。東京府立一中、京都三高を経て、東京帝国大学法科大学独法科卒。1912年8月、司法官試補として東京地裁属。1914年、東京地裁予備判事。以後、東京地裁裁判所部長、司法省参事官と刑事局兼務などで刑事担当判事を経て、1924年12月、大審院判事就任。この間、中央大学、早稲田大学、東京商科大学講師。
大審院判事時代には、共同意思主体説を前提とした共謀共同正犯論を判例としてはじめて確立した。1940年1月、長崎控訴院長、1943年3月、大阪控訴院長就任。1945年、退職、弁護士に。1946年、中央大学法学部教授就任。極東国際軍事裁判（東京裁判）において、清瀬一郎に代わり、佐藤賢了の弁護を担当した。
草野が唱えた共同意思主体説によった最初の判例は、共産党地下組織の幹部が銀行襲撃を計画し、それを部下に指令、指令に応じて部下が襲撃した事案（1936年5月28日の大審院連合判決 刑集15巻 715頁）であるとされている。この共同意思主体説は、共犯現象を「共同意思主体の形成」による活動と見ることと、責任の帰属を共同者個人について論ずることと見ることは、民法の組合理論を引き合いに出して矛盾しないと正当化・理論化しているところにある。その後、団体理論を個人責任を旨とする刑法に持ち込んだことに批判の声が上がったため、判例では、「共同意思主体の形成」という理論を回避する形で受け継がれている。
弟子筋にあたる人物として、斉藤金作、西原春夫（以上早大）、下村康正（中大）など多岐に渡る。

## 親族
- 父 草野宣隆 - 1898年（明治32年）10月26日没。享年48。

## 著書
- 『刑法総論』学生共同刊行会、1921年2月。
- 『出版罪ト朝憲紊乱』清水書店〈草野豹一郎論文集 巻之1〉、1922年10月。
- 『最新日本刑法各論』高等試験聯盟本部、1930年10月。NDLJP:1031690。
- 『刑事判例研究』 第1巻、巌松堂書店、1934年11月。
  - 『刑事判例研究』 第2巻、巌松堂書店、1936年2月。
  - 『刑事判例研究』 第3巻、巌松堂書店、1937年5月。
  - 『刑事判例研究』 第4巻、巌松堂書店、1939年4月。
  - 『刑事判例研究』 第5巻、巌松堂書店、1940年11月。
- 『刑法改正上の重要問題』巌松堂書店、1950年6月。
- 『刑事法学の諸問題』 1巻、勁草書房、1951年1月。
  - 『刑事法学の諸問題』 2巻、勁草書房、1952年7月。
- 『婦女及び児童売買に関する罪』参議院法務委員会調査室〈売春問題に関する資料 5〉、1956年1月。
- 『刑法要論』有斐閣、1956年6月。

### 共編
- 草野豹一郎・中村光三共編 編『特別法判例総覧』 刑事編 上巻、帝国判例法規出版社、1937年4月。
  - 草野豹一郎・中村光三共編 編『特別法判例総覧』 刑事編 下巻、帝国判例法規出版社、1937年5月。
- 高窪喜八郎・草野豹一郎共編 編『改正刑法各論学説判例総覧』 上、中央大学出版部、1950年5月。
  - 高窪喜八郎・草野豹一郎共編 編『改正刑法各論学説判例総覧』 下、中央大学出版部、1950年7月。